# Финкино
Фи́нкино, Ли́ёнъя́рви (фин. Liijonjärvi), Ли́ёнла́мпи (фин. Liijonlampi) — озеро на территории Лоймольского сельского поселения Суоярвского района Республики Карелия.

## Общие сведения
Площадь озера — 0,6 км². Располагается на высоте 92,0 метров над уровнем моря.
Форма озера овальная. Берега заболоченные. С севера в озеро впадают безымянные ручьи.
С запада озера вытекает небольшой ручей Лионоя (фин. Liionoja), который, втекая в озеро Поллампи (фин. Pollampi), вытекает из него уже под названием Кётоноя (фин. Kötonoja), после чего уже втекает в реку Каттилаоя, которая, в свою очередь, втекает в реку Кулисмайоки и далее — в Сюскюянйоки.
Населённые пункты близ озера отсутствуют. Ближайший — посёлок Леппясюрья — расположен от озера в 3,5 км к северо-западу.
Код водного объекта в государственном водном реестре — 01040300211102000013704.

## Панорама

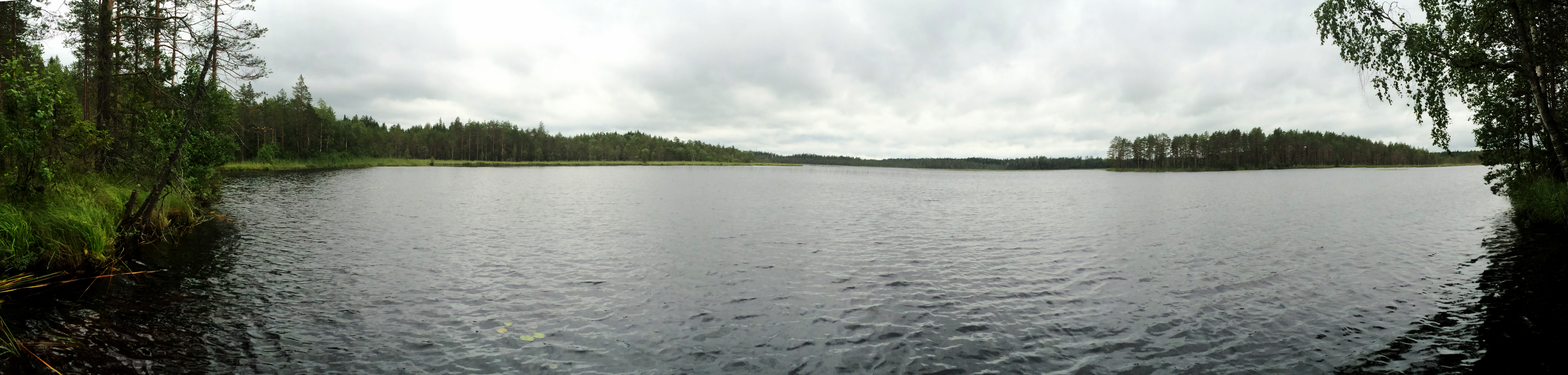
Панорама